# Iaspis beera
Iaspis beera is een vlinder uit de familie van de Lycaenidae. De wetenschappelijke naam van de soort werd als Thecla beera in 1868 gepubliceerd door William Chapman Hewitson.